# Дні Львова у містах України
Дні Львова у містах України — масштабна кампанія самопрезентації міста Львова у інших містах України.

## Головна мета заходу
«Мета днів — промоція Львова на сході та півдні України показати наше місто таким, яким воно є насправді: місто затишку, в якому бережуть українські традиції, дбають про культурні та духовні цінності. Головна мета — залучити туристів. А туристи — це додатковий заробіток для львів'ян», — зазначив заступник міського голови Львова з гуманітарних питань Василь Косів.

## Дні Львова у містах України
- 16-17 вересня 2011 року — Харків (подія зібрала понад 25 тисяч харків'ян)[2]
- 6 жовтня 2011 року — Київ[3]
- 7-8 жовтня 2011 року — Одеса (В рамках програми — зустріч зі студентами та туроператорами, презентації книжок, виступи театру та джазового квартету, дегустації львівського шоколаду, розповсюдження ексклюзивних листівок «Зустрінемось у Львові». Також в рамках святкувань одесити отримають унікальний подарунок від львів'ян — скульптуру «Львівського Лева-паяца» (той, що тримає гідність)[4].
- 11-12 листопада 2011 — Луганськ (Участь у заходах взяло більше 25 тис. луганчан.)[5]
- 29 березня 2012 — Запоріжжя[6]
- 30-31 березня 2012 — Дніпропетровськ[7]
- 17 серпня — Луцьк[8]
- 13 вересня 2012 — Маріуполь[9]
- 14-15 вересня 2012 — Донецьк[10]
- 19-22 квітня 2013 року — Суми (впродовж чотирьох днів було влаштовано презентації книжок, туристичні кампанії, зустрічі зі студентами, вуличні забави – вистави Львівського театру «Воскресіння», львівський ярмарок, дегустацію та продаж кави, шоколадний Face Art та ін.)[11]

## За межами України
- 27-29 травня — Краків[12]
- 23 квітня 2012 — Відень[13]
- 5-6 жовтня 2012 — Копенгаген[14]

## Дні інших міст у Львові
- 18-19 квітня 2012 — Дні Луганська у Львові[15]
- 18-19 травня 2012 — Дні Одеси у Львові.[16]